# Phelps (Kentucky)
Phelps es un lugar designado por el censo ubicado en el condado de Pike en el estado estadounidense de Kentucky. En el Censo de 2010 tenía una población de 893 habitantes y una densidad poblacional de 43,14 personas por km².

## Geografía
Phelps se encuentra ubicado en las coordenadas 37°30′33″N 82°9′38″O / 37.50917, -82.16056. Según la Oficina del Censo de los Estados Unidos, Phelps tiene una superficie total de 20.7 km², de la cual 20.7 km² corresponden a tierra firme y (0%) 0 km² es agua.

## Demografía
Según el censo de 2010, había 893 personas residiendo en Phelps. La densidad de población era de 43,14 hab./km². De los 893 habitantes, Phelps estaba compuesto por el 99.1% blancos, el 0% eran afroamericanos, el 0.22% eran amerindios, el 0.11% eran asiáticos, el 0% eran isleños del Pacífico, el 0% eran de otras razas y el 0.56% pertenecían a dos o más razas. Del total de la población el 0.56% eran hispanos o latinos de cualquier raza.